# 星宮神社 (飯能市赤沢)
星宮神社（ほしみやじんじゃ）は、埼玉県飯能市の神社。

## 歴史
1343年（康永2年）に創建された。秩父に住んでいた畠山重俊が創建した。当初は裏山の頂上に位置していたが、1571年（元亀2年）に現在の奥宮があるところに移転した。そして1702年（元禄15年）に手前の現在地に移転した。
なお1649年（慶安2年）に、社領2石5斗の朱印状が交付されている。
1872年（明治5年）、近代社格制度に基づく「村社」に列せられ、これまでの「妙見社」から「星宮神社」に改称した。

## 交通アクセス
- 路線バス茶内停留所より徒歩3分。